# Revoljucioner
Revoljucioner (Il rivoluzionario) è un cortometraggio del 1917, diretto da Evgenij Bauėr, con Vladimir Striževskij.

## Trama
Un attivista della rivoluzione russa del 1905 si nasconde a casa del fratello, con la moglie ed il figlioletto Kolen'ka, ma viene arrestato dalle autorità statali e deportato in Siberia. Qui trascorre molti anni, dove stringe amicizia col proprio compagno di reclusione, Levitskij, che, prima di morire, lo esorta a non perdersi d'animo e a continuare a lottare per l'ideale.
Agli avvenimenti rivoluzionari del febbraio del 1917 il rivoluzionario viene rilasciato: torna in città dove viene accolto calorosamente dal figlio e da una delegazione di studenti moscoviti. Un contrasto di opinione nasce fra l'ex-rivoluzionario che, seguendo la linea politica del governo provvisorio succeduto alla caduta dello zar, ritiene dovere di ogni russo continuare a combattere «per porre fine alla guerra», e il figlio, il quale, ritenendo che «il proletariato non ha patria», è sostenitore della pace immediata. Ma Kolen'ka, dopo un'autocritica con i compagni di partito, parte per il fronte con il padre.